# Rua Joaquim Nabuco
A Rua Joaquim Nabuco é uma via pública da cidade de Porto Alegre, capital do estado brasileiro do Rio Grande do Sul. Pertence ao bairro Cidade Baixa.

## Histórico
A rua foi iniciada em 1883 e, na época, chamava-se Rua Venezianos. Unia a Rua General Lima e Silva a Rua da Concórdia, hoje Rua José do Patrocínio, e não atingia ainda a Rua da Margem, atual Rua João Alfredo. Contudo, apesar de ainda não estar oficializada na época, em 1892 já constava no cadastro municipal a sua existência, com 46 casas. Em 1896, os mapas já apresentavam sua formação. Em 1914, no Planejamento Geral de Melhoramentos, o arquiteto Moreira Maciel registrou seu prolongamento até a Rua da Margem (Rua João Alfredo), porém esta finalização somente aconteceu em 1940.
Em 6 de junho de 1936, a lei municipal oficializou que a Rua dos Venezianos passaria a chamar-se Rua Joaquim Nabuco, homenageando o político, diplomata, historiador e advogado pernambucano Joaquim Nabuco.